# Paccor
Paccor (Eigenschreibweise PACCOR) ist ein europäischer Hersteller von formfesten Verpackungen, mit insgesamt 25 Standorten in 17 Ländern und Hauptsitz in Düsseldorf, Deutschland. Das Unternehmen entwickelt Verpackungen für den Schutz von Lebensmittelprodukten, den Foodservice-Markt, und für Haushalts- und Körperpflegeprodukte. Außerdem hat Paccor die Initiative „Circular Events“ entwickelt und gestartet. Damit soll Bewusstsein für Nachhaltigkeit geschaffen und Organisatoren von Veranstaltungen die Möglichkeit eröffnet werden, auf Events eingesetzte Plastikprodukte in Ressourcen für eine funktionierende Kreislaufwirtschaft zu verwandeln.

## Geschichte
Ab 1999 hat Huhtamäki, ein globaler Anbieter für Lebensmittelverpackung mehrere Hersteller für formfeste Plastikverpackung aufgekauft und daraus einen gemeinsamen Geschäftsbereich, Huhtamaki Consumer Goods, geformt. Im Jahr 2010 verkaufte Huhtamäki diesen Geschäftsbereich an eine globale Investmentfirma. Im Jahr 2011 fusionierte der Investor, dem zu diesem Zeitpunkt bereits die französische Veriplast-Gruppe und die ungarische Pannunion gehörten, alle Unternehmen zur Paccor-Gruppe. Im Jahr 2013 beschloss der Investor, Paccor in die Coveris Gruppe einzubringen. Seit der Zeit firmiert Paccor als Coveris Rigid.
Coveris hat im Jahr 2018 den Unternehmensbereich Coveris Rigid an Lindsay Goldberg, eine US-amerikanische Private-Equity-Firma, verkauft. Seit der Zeit firmiert das Unternehmen wieder als Paccor. Seit 2019 gehört auch die spanische EDV Packaging Solutions S.A. zu Paccor.
Am 2. Juni 2021 gab PACCOR den Abschluss der Übernahme von Miko Pac N.V. bekannt. Das Unternehmen verfügt über Produktionsstätten in Belgien, Polen und Indonesien sowie über Vertriebsorganisationen in Deutschland und Frankreich.
Seit dem 1. September 2022 gehört PACCOR zur Faerch Gruppe, Dänemark.